# 重庆轨道交通QKZ2型电动车组

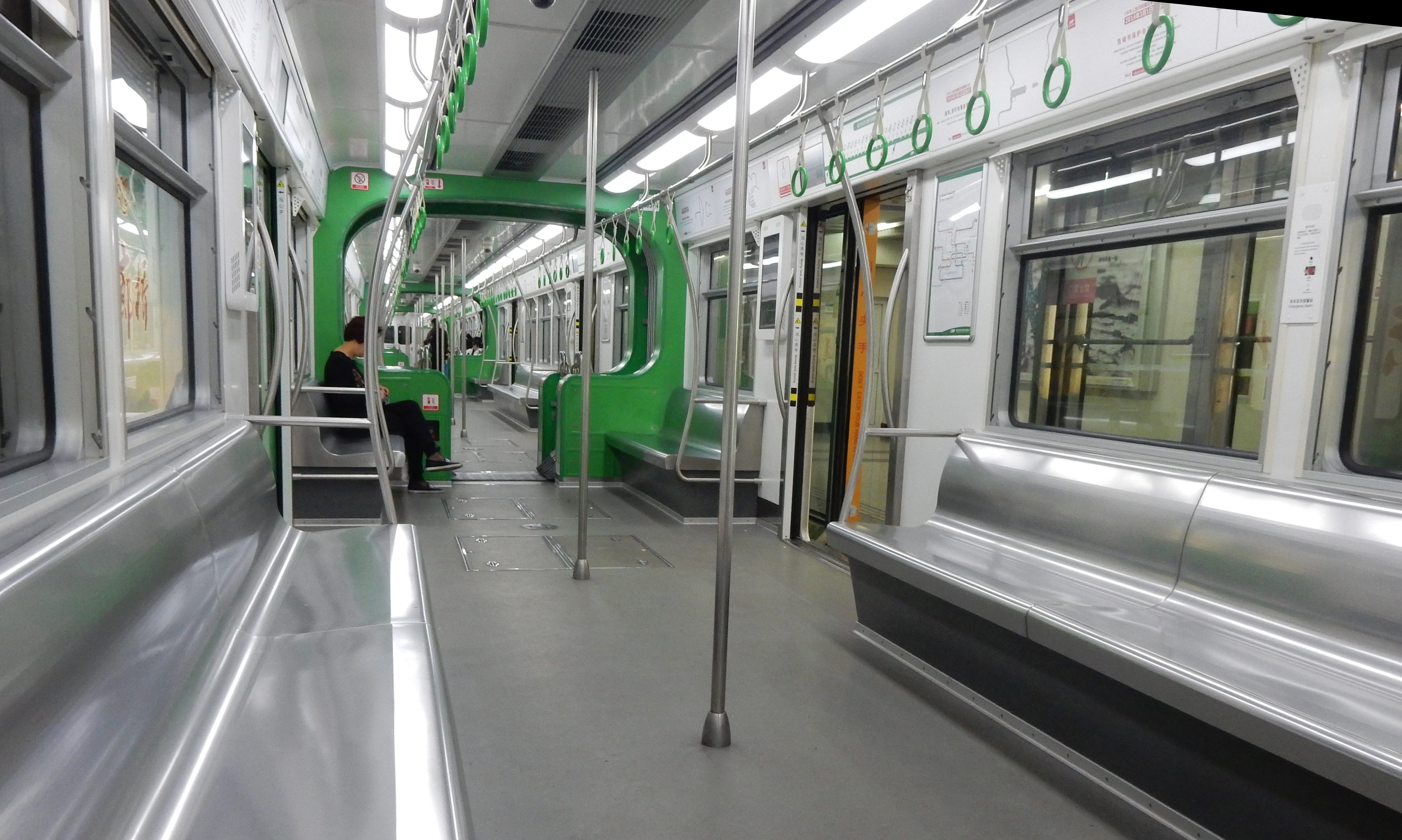
列车客室

重庆轨道交通QKZ2型电动车组是重庆轨道交通的单轨铁路车辆，行走于2号线。車輛原型是大阪單軌鐵路的2000系电力动车组。

## 简介
QKZ2型由长春轨道客车和日立制作所制造，于2004年开始在2号线运营。
首批列车27列，为4节编组，其中头2列为日立原装，从第3列起为长春轨道客车制造，从第22列起为设在江北鱼嘴的重庆长客城市轨道交通车辆有限责任公司制造，自2020年起陆续扩编为8节编组。
第二批列车22列，为6节编组，于2012年第三季度起于大堰村站旁边的大堰车辆段制造。